# Бельский, Вацлав
Ва́цлав Бе́льский (чеш. Václav Bělský; 5 мая 1818, Братковице — 22 мая 1878, Прага) — австрийский и чешский политик и юрист, доктор юридических наук, пуркмистр (мэр) Праги в 1863—1867 годах, член Чешской провинциальной ассамблеи и рейхсрата. Почётный гражданин Любляны (1866).

## Биография

### Ранняя жизнь
Учился в гимназиях в Литомержице и Градец-Кралове, где его учителем был Вацлав Климент Кликпер. Позже изучал философию и право в Пражском университете и в 1845 году получил докторскую степень. Во время революции 1848 года был членом Национального комитета и городского совета Праги. В 1850 году стал секретарём торгово-промышленной палаты, в 1851 году нотариусом и в 1858 году адвокатом. Получил известность, когда внёс предложение о создании сберегательных касс в стране и объединении австрийских сахарозаводчиков в целях взаимного страхования.

### Деятельность на посту мэра
В 1861 году он был вновь избран в муниципальный совет Праги и стал заместителем президента (мэра) Франтишека Вацлава Пштросса. После его смерти 7 июля 1863 года стал президентом (мэром) Праги. На этой должности он основал муниципальный газовый завод, гимназию в Мала-Стране и муниципальную страховую компании. При нём также был построен мост имени императора Франца Иосифа I.
Его главной заслугой на посту мэра считается деятельность летом 1866 года, когда прусская армия в ходе Австро-прусской войны после сражения при Градец-Кралове оккупировала Прагу, и все главные австрийские чиновники города были эвакуированы. С помощью переговоров с прусским военным руководством ему удалось предотвратить мародёрство и ограничить ущерб, нанесённый городу. Во время оккупации он также помог безработным с организацией общественных работ, которые касались строительства в Летне новой дороги. За свою деятельность во время войны он заслужил уважение большинства населения и также был удостоен благодарности от императора. В 1866 году он был возведён в дворянство.
Бельский подал в отставку с поста мэра в 1867 году, после того как оскорбил заместителя губернатора, который сделал ему замечание, какие он обычно делал своим подчинённым. Дело было связано с Австро-венгерским соглашением, в соответствии с которым чешское политическое представительство в управлении страной не предполагалось.

### Политическая деятельность
Бельский также активно участвовал в муниципальной и государственной парламентской политической деятельности. В период 1863—1872 годов он был членом Чешского сейма и помощником его маршала, который избрал его в 1870 году в качестве члена Императорского Совета (национального законодательного органа, ещё никем не избираемого непосредственно, но состоящего из делегатов различных провинциальных ассамблей), где он представлял городскую курию. Придерживался политики пассивного сопротивления, которая формально практиковалась Чешской национальной партией, но в действительности функций депутата Императорского совета не выполнял. Его депутатство было затем на основании отсутствия на заседаниях 23 февраля 1872 года объявлено недействительным. В 1870 году предпринял поездку в Вену, где, представляя чешских политиков, вёл переговоры о возможности возвращения старочехов в сейм Чехии при условии уступок в ожидаемом имперском рескрипте. Бельский не получил удовлетворительных гарантий, однако Чешский клуб по предложению Франтишека Палацкого решил условно войти в сейма. Поездка Бельского в Вену стала частью переговоров с премьер-министром Альфредом Потоцким в отношении расширения представительства старочехов. Затем ему был предложен пост министра юстиции, но никакого результата не было достигнуто. Умер от сердечного приступа.